# Love is a Battlefield of Wounded Hearts
Love is a Battlefield of Wounded Hearts è un album della hardcore punk band australiana degli Hard-Ons, pubblicato nel 1989.
Questo fu il primo disco degli Hard-Ons che ebbe una buona distribuzione sul territorio americano.  Love is a Battlefield of Wounded Hearts prende spunto sicuramente dal precedente lavoro, Dickcheese del 1988. I due album sembrano presi dalle stesse sessioni, anche se vennero pubblicati a distanza di un anno l'uno dall'altro, e presentano delle similitudini anche nella grafica di copertina, dove trovano posto dei disegni fatti a mano, con molti colori, di chiara ispirazione psichedelica.
Dal lato musicale invece, troviamo pezzi pop punk come Don't Wanna See You Cry e Missing You, Missing Me, che si alternano a pezzi di matrice hardcore, come Chitty Chitty Bang Bang e Rich Scrag, alla ricerca di un equilibrio che la band raggiungerà nel loro album di maggior successo, il successivo Yummy! del 1991.

## Formazione
- Keish De Silva - voce, batteria
- Peter "Blackie" Black - chitarra, voce
- Ray Ahn - basso

## Tracce
1. Don't Wanna See You Cry – 2:22
2. Rejected – 2:01
3. Chitty Chitty Bang Bang – 3:04
4. Been Had Before – 2:08
5. You're a Tease – 3:21
6. Who Do You Wanna Fool – 1:42
7. Get Wet – 2:28
8. Rich Scrag – 1:24
9. Do It With You – 2:32
10. Missing You, Missing Me – 2:12
11. Throw It In – 2:51
12. Kill Your Mum – 2:51
13. Coff's Harbour Blues – 2:02